# Ronnie Whelan
Ronald Andrew "Ronnie" Whelan, född 25 september 1961 i Dublin, är en irländsk före detta professionell fotbollsspelare (mittfältare) och tränare som mellan 1979 och 1994 spelade 362 ligamatcher och vann sex ligatitlar med Liverpool FC. Mellan 1981 och 1995 spelade han 53 landskamper för det irländska landslaget och deltog i två VM-turneringar (VM 1990 och VM 1994) och en EM-turnering (EM 1988).
Whelan köptes till Liverpool av Bob Paisley som artonåring i oktober 1979 och kom att spela i klubben till 1994. Under sina 15 år i klubben spelade han totalt 443 matcher, gjorde 73 mål och vann sex ligatitlar, tre FA-cuptitlar, en Europacuptitel och tre ligacuptitlar. Whelan lämnade Liverpool för Southend United 1994 och spelade där till 1996 då han slutade som spelare. När Liverpools officiella hemsida med hjälp av klubbens supportrar 2006 sammanställde listan "100 Players Who Shook The Kop", en lista över de 100 spelare som gjort störst avtryck på supportrarna, hamnade Whelan på plats 30.
Efter spelarkarriären var han tränare i bland annat Southend United, Olympiakos Nicosia och Apollon Limassol. Hans senaste tränarjobb, i Apollon Limassol, avslutade han 2002.